# Telenotarzt
Der Telenotarzt („tele“ griechisch für „fern“, Abkürzung: TNA) ist ein rettungsmedizinisches Konzept für die präklinische Patientenversorgung, welches aus mehreren beteiligten Instanzen besteht. Zum einen umfasst es den Telenotarzt und zum anderen das Rettungsdienstpersonal sowie die technische Unterstützung, die den Austausch zwischen Rettungsfachpersonal und einem Telenotarzt erlaubt. Damit kann mithilfe von Kommunikations- und Informationstechnologien medizinische Expertise über räumliche Distanzen verfügbar gemacht werden und sowohl das Rettungsfachpersonal unterstützen als auch den Patienten bestmöglich versorgen.
Ein TNA ist im Rettungsdienst sehr erfahren, hat umfangreiche Vorerfahrungen als Notarzt und wird als Telenotarzt zusätzlich qualifiziert. Die Versorgung des Patienten geschieht mittels Anweisungen vom TNA, der nicht physisch vor Ort ist, an das Rettungsdienstpersonal (z. B. Notfallsanitäter), das sich am Einsatzort befindet. Die technische Unterstützung besteht unter anderem aus audiovisueller Kommunikation, Echtzeit-Vitaldaten-Übertragung und ggf. Live-Videoübertragung aus dem Rettungswagen (RTW).

## Definitionen

### Telenotarzt (TNA)
Ein Telenotarzt ist ein im Rettungsdienst geschulter und sehr erfahrener Notarzt mit einer Zusatzqualifikation in Telenotfallmedizin (mehr dazu unter Qualifikation). Mithilfe von Telekommunikation, Echtzeit-Vitaldatenübertragung, Sprach- und Sichtkontakt versorgt der TNA Patienten im Regelrettungsdienst. Dabei behandelt die disponierende Rettungsleitstelle einen Telenotarzt wie ein anderweitig notarzt-besetztes Rettungsmittel.

### Telenotarzt-System (TNA-System)
Das TNA-System versteht sich als ein ganzheitliches System, das unter Berücksichtigung der Anforderungen des Datenschutzes, der Dokumentationsqualität, technischer Standards, der Rechtssicherheit sowie definierten Qualitätsmerkmalen das Rettungsfachpersonal unterstützt. Mithilfe der technischen Ausstattung der Rettungswagen können Patienten aus der Ferne mit zusätzlicher ärztlicher Expertise versorgt werden.
Das System selbst besteht aus zwei Komponenten: der TNA-Zentrale (gleichzusetzen mit einem oder mehreren Arbeitsplätzen, siehe auch TNA-Zentrale) mit dem TNA und den telenotfallmedizinisch ausgestatteten Rettungswagen (RTW). Die Komponenten des TNA-Systems bestehen aus stationärer und mobiler Kommunikationstechnologie, kompatibler telemetrieadaptierter Medizintechnik, der TNA-Zentrale mit Logistik und Hardware, inklusive spezieller Softwarekomponenten für das Gesamtsystem in einer verteilten Serverumgebung.
Ein TNA-System ermöglicht die unmittelbare, sichere und zuverlässige Einbindung eines Notfallmediziners während eines Rettungseinsatzes. TNA-Systeme sind an der S1-Leitlinie „Telemedizin in der prähospitalen Notfallmedizin“ orientiert und berücksichtigen Anforderungen des Datenschutzes, der Dokumentationsqualität, der technischen Standards, der Rechtssicherheit sowie definierter Qualitätsmerkmale. Derzeit ist eine S2e-Leitlinie in Arbeit.

### Telenotarzt-Zentrale
Die Telenotarzt-Zentrale ist die Standorteinheit eines oder mehrerer Telenotärzte mit Zugriff auf das TNA-System. Durch den Zugriff kann ein TNA seine Aufgaben erfüllen, die im Detail durch die Landesrettungsdienstpläne, Gesetzgebungen und im Detail durch die Ärztlichen Leiter Rettungsdienst für den jeweiligen Standort festgelegt wurden.

## Rolle der Telemedizin in der prähospitalen Notfallmedizin
Der Rettungsdienst in Deutschland steht vor einer Vielzahl an Herausforderungen, die im Folgenden ausschnittsweise erläutert sind.
1. Die Einsatzzahlen wachsen stetig.[3] Dies ist zum einen der vorherrschenden demografischen Veränderung zuzuschreiben. Die Morbidität steigt mit zunehmendem Alter, sodass sich Angehörige oder die betroffenen Personen häufiger an den Rettungsdienst wenden.
2. Auch mangelnde Gesundheitskompetenz ist ein Grund für steigende Einsatzzahlen:
  - Aus Hilflosigkeit in Anbetracht einer unbekannten Situation (ein Angehöriger hat Herzrasen und man möchte lieber auf Nummer sicher gehen)
  - Aus Unsicherheit, welche Versorgungsstruktur angemessen ist, wird der Rettungsdienst kontaktiert. Unter Umständen wäre es angebrachter, z. B. den kassenärztlichen Notdienst zu kontaktieren.
  - Das steigenden Anspruchsdenken der Bevölkerung: Man möchte die bestmögliche Behandlung durch die möglichst höchstqualifizierte Person bekommen, was jedoch nicht immer lebensnotwendig ist.
3. Auch der Rettungsdienst ist vom Fachkräftemangel betroffen: Es gibt weder ausreichend Rettungsdienstpersonal, noch genügend medizinisches Personal[4].

Zusammenfassend ist festzustellen, dass sich mindestens folgende Problemfelder der heutigen rettungsdienstlichen und auch notärztlichen Versorgung identifizieren lassen. Wobei diese Problemfelder primär theoretisch und nicht empirisch hergeleitet sind:
- Verlängerte Eintreffzeiten: Das Rettungsdienstpersonal und der bodengebundene Notarzt benötigen länger, um an den Einsatzort zu kommen. Dies könnte unter anderem an immer größer werdenden Städten mit steigendem Verkehrsaufkommen, zunehmender Zentralisierung (von Ressourcen), steigender Einsatzzahlen und weiterer bzw. häufigerer Anfahrten liegen.[5]
- Steigende Einsatzzahlen, u. a. durch sogenannte Bagatelleinsätze: Das Rettungsdienstpersonal wird sehr häufig aufgrund von Unsicherheit, Unwissenheit oder mit Vorsatz zu Einsatzgeschehen gerufen, bei denen keine medizinischen Notfälle vorliegen. Eine andere Versorgungsstruktur (wie z. B. der Hausarzt) wäre in vielen Fällen der passendere Ansprechpartner.
- Mangel an qualifizierten Notärzten und Rettungsdienstpersonal[6]
- Fehlende Schnittstelle zwischen Versorgungsdienstleistern (Bsp. KV-Dienst & Rettungsdienst)
- Fehlende systematische Qualitätskontrolle (aufgrund fehlender Standardmethoden, Zeitmangel etc.)
- Regional können große Unterschiede in der Versorgungsqualität bestehen (z. B. aufgrund unterschiedlicher Motivation der Mitarbeiter, verschiedener Erfahrungen und Qualifikationen, unterschiedlicher Freigaben oder Hilfsfristzeiten)

## Historische Entwicklung

### Aachener Forschungsprojekte als Basis
Basierend auf den beiden erfolgreich abgeschlossenen, öffentlich geförderten Aachener Forschungsprojekten Med-on-@ix (2007–2010) und TemRas (Abkürzung für Telemedizinisches Rettungsassistenzsystem, 2010–2013) wurde der Telenotarztdienst Aachen 2014 durch Beschluss des Rates der Stadt Aachen am 19. März 2014 in den Regelrettungsdienst der Stadt Aachen als europaweit erstes umfassendes telemedizinisches Rettungsassistenzsystem in der prähospitalen Versorgung implementiert. Dieses bietet insbesondere für die Patienten einen Mehrwert durch eine schnellere Bereitstellung ärztlicher Kompetenz, durch den sog. Telenotarzt.
Sämtliche rechtliche Vorgehensweisen und Abläufe wurden im Rahmen der vorhergehenden Forschungsprojekte in Form von Gutachten abgesichert. Mit dem regionalen Datenschutzbeauftragten sind zudem alle Vorgehensweisen und Verfahren in Bezug auf Datenspeicherung und Datensicherheit abgestimmt. Der Telenotarzt ist im Rettungsdienstbedarfsplan verankert und somit Bestandteil der öffentlichen Daseinsfürsorge in Ergänzung zum bundesweit üblichen bodengebundenen Notarztdienst. Das System wird durch die Krankenkassen finanziert. Derzeit wird die Implementierung außerhalb des initialen Gebietes geplant und teilweise bereits umgesetzt. Das Aachener Institut für Rettungsmedizin und zivile Sicherheit (ARS) begleitet die Implementierung von Telenotarzt-Standorten in NRW im Auftrag des Ministeriums für Arbeit, Gesundheit und Soziales (MAGS) seit Anfang 2020. Im Jahr 2022 wurde in NRW nun zunächst die flächendeckende Aufteilung der Telenotarztzentralen zur telenotfallmediznischen Versorgung erreicht.
Mit Stand des Jahres 2025 werden auf dieser Basis folgende präklinische Versorgungsstrukturen telemedizinisch unterstützt: 
- Telenotarzt-Zentrale Aachen
  -      Stadt Aachen mit allen Rettungswagen und Reservefahrzeugen (seit 2014)
  -      Kreis Euskirchen (Nordrhein-Westfalen) (seit 2017)
  -      Kreis Heinsberg (Nordrhein-Westfalen) (seit 2018)
  -      Main-Kinzig-Kreis (Hessen) (seit 2019–08/2023) (aktuell unterstützend)
  -      Waldeck-Frankenberg (Hessen) (seit 2019–08/2023) (aktuell unterstützend)
  -      Städteregion Aachen (Nordrhein-Westfalen) (seit 2020)
  -      Kreis Borken (Nordrhein-Westfalen) (seit 2021)

- Telenotarzt-Zentrale Gelnhausen
  -      Main-Kinzig-Kreis (Hessen) (seit 08/2023)
  -      Waldeck-Frankenberg (Hessen) (seit 08/2023)

- Telenotarzt-Zentrale Greifswald
  -      Landkreis Vorpommern-Greifswald (seit 2017)
  -      Landkreis Vorpommern-Rügen (seit 2020)

- Telenotarzt-Zentrale Berlin
  -      Berlin (seit 2021)

- Telenotarzt-Zentrale Bielefeld
  -      Ostwestfalen-Lippe (seit 01/2024)

- Telenotarzt-Zentrale Münster
  -      Münster (seit 06/2024)
  -      Kreis Borken (seit 06/2024)
  -      Coesfeld (seit 06/2024)
  -      Recklinghausen (seit 06/2024)
  -      Steinfurt (seit 06/2024)
  -      Warendorf (seit 06/2024)

- Telenotarzt-Zentrale Bonn[8]
  -      Bonn (ab 2025)
  -      Kreis Rhein-Sieg (ab 2025)

Weitere Telenotarzt-Projekte folgen und werden aktuell (2025) in nahezu allen deutschen Bundesländern diskutiert oder sind bereits in konkreter Planung.

### Pilotprojekt in Bayern
Das TELENOTARZT BAYERN-Pilotprojekt zur telemedizinischen Unterstützung der Notfallversorgung im Rettungsdienst einer ländlich strukturierten Region erfolgte vom 15. Dezember 2016 bis 15. Dezember 2019. In Bayern wurde in Verantwortung der IQ MEDWORKS GmbH dieses Pilotprojekt zur Klärung der Durchführbarkeit einer Telenotarztsystematik in einer stark ländlich geprägten Region erfolgreich durchgeführt. Das Projekt war durch den Innovationsfonds (Förderkennzeichen 01NVF16013) und die Arbeitsgemeinschaft der Sozialversicherungsträger in Bayern gefördert und am 18. Dezember 2020 durch den Innovationsausschuss beim Gemeinsamen Bundesausschuss (GBA) gem § 92b Abs 3 SGB V in die Regelversorgung empfohlen. Die Untersuchung hat gezeigt, dass der Betrieb von Telenotarztsystem auch in ländlichen Regionen – unter Einsatz moderner Übertragungstechnologie – sicher möglich ist und signifikant positive Auswirkungen auf die Qualität der Notfallversorgung hat.
Der Ministerrat des Landes Bayern hat am 1. Dezember 2021 der Novellierung des Rettungsdienstgesetzes zur (unter anderem) Implementierung von Telenotärzten in die rettungsdienstliche Gesetzgebung und darauf folgend den landesweiten Rollout eines Telenotartzt-Systems beschlossen. Die notwendigen Vergabeverfahren für (a) die Betreiberschaft des ersten Telenotarzt-Zentrums (Bayern Ost) und (b) den Systemlieferanten folgten im Jahr 2022. Mit Beginn des Rollouts wird im 1. Quartal 2023 gerechnet. Inzwischen sind mehrere Vergabeverfahren in verschiedenen Bundesländern angelaufen oder in Vorbereitung, während andere Bundesländer immer noch auf Pilotprojekte setzen.

### Pilotprojekt in  Österreich
In Österreich wurde über rund 4 Monate hinweg bis Ende des Jahres 2024 in vier oberösterreichischen Regionen ein TELENOTARZT ÖSTERREICH, ein ähnliches telemedizinische Konzepte wie in Deutschland, als dortiges Pilotprojekt getestet. Österreich diskutiert nun, ob ein solches System nun dauerhaft dort etabliert werden soll.

## Aufgaben eines TNA
Ein Telenotarzt unterstützt die Rettungskräfte vor Ort  bei der Diagnose, allgemeine ärztliche Beratung und auch bei der rechtssicheren Durchführung therapeutischer Maßnahmen. Durch die Echtzeit-Übertragung von Vitalparametern, sowie Sprache und Bild entsteht Telenotarzt ein umfassendes Bild vom Einsatzort und dem Zustand des Patienten  – unabhängig davon, ob sich der oder die Patientin in einer Patientenwohnung, im Wald oder im RTW befindet.
Mithilfe dieser Unterstützung kann im Falle eines Notarztbedarfes das arztfreie Intervall bis zum Eintreffen des bodengebundenen Notarztes überbrückt werden, oder durch telenotärztliche Delegation Maßnahmen (z. B. Schmerzbekämpfung) eingeleitet werden, die eine zusätzliche Entsendung von konventionellen Notärzten nicht mehr notwendig macht. Dies macht einen zielgerichteten Einsatz von knappen Notarzt-Ressourcen für die Fälle möglich, in denen tatsächlich die physische Präsenz eines Notarztes notwendig ist.

### Primäraufgaben des Telenotarztes je Einsatzszenario
Es gibt grundsätzlich drei häufige Einsatzszenarien, in denen  Telenotärzte konsultiert werden, um die Einsatzkräfte vor Ort zu unterstützen. Dadurch werden die Patientensicherheit und die Effizienz erhöht, sowie Ressourcen der Rettungsmittel geschont.
1)	Notfalleinsatz Rettungswagen (RTW) ohne Notarzt (NA)
Das RTW-Team kontaktiert im Bedarfsfall den Telenotarzt. Nach erfolgter Anamnese und Erstversorgung kann der Telenotarzt zur Beratung und / oder Freigabe einer definierten Standardtherapie gemäß Verfahrensanweisung (VA), die eine entsprechende Medikamentenapplikation umfasst, konsultiert werden. Kommen RTW-Team und Telenotarzt gemeinsam zu der Entscheidung, dass ein NA vor Ort benötigt wird, so wird dieser umgehend nachgefordert.
2)	Notfalleinsatz RTW mit Notarzt (Überbrückung bis NA vor Ort)
Das RTW-Team kontaktiert nach erfolgter Anamnese und Erstversorgung den Telenotarzt, da sich das Eintreffen des Notarztes vor Ort verzögert (z. B. durch unterschiedliche Anfahrtswege oder aktuellen Paralleleinsatz). Der Telenotarzt kann bis zum Eintreffen des bodengebundenen Notarztes zur Beratung und / oder Freigabe einer definierten Standardtherapie nach VA, die auch eine entsprechenden Medikamentenapplikation oder andere Maßnahmen umfasst, überbrückend unterstützen und somit eine frühzeitige leitliniengerechte Versorgung auch in lebensbedrohlichen Einsätzen sicherstellen.
3)	Notfalleinsatz RTW mit Notarzt (Beratung und Unterstützung des Notarztes)
Ein konventioneller Notarzt kontaktiert nach erfolgter Anamnese und Erstversorgung konsiliarisch einen Telenotarzt. In diesem Falle kann der Telenotarzt den bodengebundenen Notarzt bezüglich verschiedener Fragestellungen (Zweitmeinung) unterstützen und beraten (z. B. Kontaktaufnahme zum Giftnotruf, komplexe EKG-Diagnostik, Kontakt und Ankündigung zur richtigen Zielklinik).

### Mögliche Sekundäraufgaben des Telenotarztes
1)	Beratung der Leitstelle: Beratung und Unterstützung der Leitstellendisponenten in medizinischen Fragen des Regelrettungsdienstes im Tagesgeschäft.
2)	Medizinische Koordination Sekundärtransporte: Der Telenotarzt kann die medizinische Koordination von Sekundärtransporte (Verlegungen zwischen verschiedenen Kliniken) übernehmen. Alle angemeldeten Sekundärtransporte, die eine Anfrage an einen begleitenden Notarzt enthalten, werden durch den Telenotarzt gesichtet. Es erfolgt ein Arzt-Arzt-Gespräch zur standardisierten Erfassung des Patientenzustands und der Transportanforderungen zwischen Telenotarzt und dem behandelnden Arzt der abgebenden Klinik.
Weiterhin  kann ein Telenotarzt in die Entscheidung eingebunden werden, welches Transportmittel für den Sekundärtransport notwendig ist. Neben reinen RTW-Verlegungen und notarztbegleiteten Intensivverlegungen können Patienten, welche die Kriterien für eine telemedizinische Begleitung (Telenotarzt-Kriterienkatalog Sekundärtransport) erfüllen, mit dem RTW unter zusätzlichem Monitoring durch den Telenotarzt transportiert werden. Auch während des Transports notwendige Maßnahmendelegation ist möglich.
Dadurch werden personelle und mittelbezogene Ressourcen im Rettungsdienst geschont und für notwendige Einsätze bereitgehalten.

## Qualifizierung

### Der Telenotarzt
Telenotärzte erfüllen die die in der Leitlinie Telenotfallmedizin spezifizierten Kriterien und ggf lokal festgelegte Standards und sind zusätzlich im boden- oder luftgebundenen Notarztdienst tätig. Die Zusatzqualifikation „Telenotarzt“ ist von den Ärztekammern der Bundesländer zertifiziert.
Um dem besonderen Qualitätsanspruch an den telemedizinisch unterstützten Notfalleinsatz gerecht zu werden, werden nur besonders erfahrene Notfallmediziner als Telenotarzt eingesetzt, die den unten aufgeführten Anforderungen entsprechen (s. S1-Leitlinie & Kurs Telenotfallmedizin):
- Nachweis der Anerkennung als Facharzt in einem Gebiet mit unmittelbarem Bezug zur klinischen und rettungsdienstlichen Notfall- und Intensivmedizin sowie der Zusatz-Weiterbildung Notfallmedizin
- umfangreiche Erfahrung im Notarztdienst (über 500 Einsätze)
- Kurs Interhospitaltransport nach DIVI-Empfehlung, alternativ gleichwertige Erfahrung im Interhospitaltransport
- Wünschenswert: Nachweis eines zertifizierten Versorgungstandards in der Reanimationsversorgung (Advanced Life Support (ALS)-Provider Kurs z. B. des ERC)
- Wünschenswert: Nachweis eines zertifizierten Versorgungstandards in der Traumaversorgung (z. B. Pre-Hospital Trauma Life Support (PHTLS)-Provider Kurs)
- die Qualifikation zum Leitenden Notarzt ist wünschenswert

#### Strukturiertes Einarbeitungskonzept
Alle Telenotärzte werden anhand eines strukturierten Einarbeitungskonzeptes gezielt auf ihre Tätigkeit vorbereitet und in die technischen, organisatorischen und medizinischen Details eingewiesen. In Nordrhein-Westfalen wurde ein „Qualifikationscurriculum Telenotarzt“  durch die Ärztekammern Westfalen-Lippe und Nordrhein entwickelt, um eine zertifizierte Zusatzqualifikation zu etablieren. Während der Einarbeitung werden neben Grundlagen des technischen Systems, auch die Anwendung strukturierter Hilfsmittel (u. a. Verfahrensanweisungen, Dosierungshilfen, Medikamentendatenbank) trainiert. Diese werden dem Telenotarzt kontextsensitiv über eine Software zur Verfügung gestellt.
Die Telenotärzte müssen regelmäßig im Kontext regulärer Fortbildungen für Therapien gemäß aktuellsten Leitlinien und Empfehlungen trainiert (mind. einmal im Jahr) werden. Zusätzlich sollte jeder Telenotarzt mind. einmal im Quartal durch einen erfahrenen Telenotarzt supervidiert werden.

#### Supervision
Regelmäßige, direkte Supervision und Einsatznachbesprechungen stellen neben den regulären Fortbildungen eine entscheidende Säule im Qualitätsmanagement des Telenotarzt-Dienstes dar. Neben fachlichen Aspekten ist auch die Kommunikation zwischen der Rettungswagenbesatzung und dem Telenotarzt im Fokus.

### Rettungsdienstpersonal
Die Besatzung der RTW benötigt keine zusätzlichen Qualifikationen. Das Personal nimmt einmalig an einer Einweisung für die Anwendung der zugehörigen Technik im RTW sowie dem Ablauf einer Telekonsultation teil.

## Technische Ausstattungsoptionen von Telenotarzt-Systemen

### Technische Ausstattung im RTW
Die telemedizinisch ausgestatteten RTW entspricht einem Rettungswagen mit zusätzlicher Ausrüstung für die Telekonsultation. Dazu gehören eine Übertragungseinheit zur Echtzeitübertragung von Vitalparametern, Audio- und Videokommunikation sowie 12-Kanal-EKG-Übertragung. Die Videoübertragung aus dem RTW erfolgt über eine hochauflösende Deckenkamera in Echtzeit mit fernsteuerungsmöglichkeit durch den Telenotarzt. Hierzu gibt es Konzepte in Hinblick auf Personal- und Patientenrechte sowie den Datenschutz: Die Nutzung bedarf der Einwilligung des Patienten, eine Aufzeichnung findet also nicht grundsätzlich statt.
Die Einsatzdokumentation erfolgt durch den TNA und steht nach Ausdruck im RTW zur Übergabe im Krankenhaus zur Verfügung. Auch außerhalb der RTW kann durch mobile Technik eine Echtzeitvitaldatenübertragung und audiovisuelle Kommunikation sowie Bildübermittlung realisiert werden.

### Technische Ausstattung in der TNA-Zentrale
Während aktuell die meisten Telenotarzt-Standorte mit Einzelarbeitsplätzen betrieben werden, sind zukünftige Planungen (vgl aktuell laufende Vergabeverfahren) darauf ausgelegt, dass damit Telenotarzt-Zentralen mit mehreren Arbeitsplätzen entstehen, die dann überregional arbeiten. Das Bundesland Bayern plant drei solcher Zentralen mit etwa sieben parallel 24 Stunden verfügbaren Telenotärzten pro Region.
Neben der Einsatzdokumentationssoftware ist die Anzeige der Echtzeitvitaldaten ein zentrales Element. Zur Absicherung eines technischen Ausfalls muss eine Redundanzdarstellung verfügbar sein.
Außerdem werden in einem Geo-Informationssystem sowohl der Standort des RTW in Echtzeit angezeigt, als auch umliegende Krankenhäuser der jeweiligen Einsatzregion und ihre aktuellen Verfügbarkeiten eingeblendet.
Die Dokumentation des Einsatzes folgt in einer Software dem logischen Aufbau eines notfallmedizinischen Einsatzes. Dafür werden gängige Schemata wie ABCDE-Schema und SAMPLER angewendet und der Zugriff auf lokale medizinische VA ermöglicht, um eine maximale Patientensicherheit zu gewährleisten. Die Dokumentation erfolgt in Form eines DIVI-Protokolls.

## Rechtssicherheit
In zwei Rechtsgutachten, die während der Forschungsphase in Aachen und Bayern in Auftrag gegeben wurden, wurden alle wesentlichen juristischen Fragestellungen und Problematiken beantwortet. Dies wurde im Rahmen von juristischen Gutachten geprüft. Die Gutachten betrachteten folgende Themen und werden derzeit aktualisiert:
- Datenschutz
- Grundsätze der persönlichen Leistungserbringung
- Fernbehandlungsverbot Haftungsfragen / strafrechtliche Verantwortlichkeiten
- Telemedizinische Delegation ärztlicher Maßnahmen.

Grundsätzlich übernimmt der Telenotarzt mit Einsatzübernahme die medizinische Gesamtverantwortung für den Einsatz; wobei durch den Telenotarzt delegierte Maßnahmen und Medikamente nicht der Notkompetenz unterliegen. Die Durchführungsverantwortung für medizinische Maßnahmen bleibt, wie im herkömmlichen Notarzteinsatz auch, bei den Rettungsassistenten bzw. Notfallsanitätern. Die Rechtssicherheit wurde mittlerweile durch das Notfallsanitätergesetz gestärkt und im Rahmen von Rettungsdienstgesetzen auf Länderebene aufgegriffen und bestätigt (zuletzt durch das Bayerische Staatsministerium des Innern, für Sport und Integration).
Medizinische Daten des Einsatzes (Einsatzprotokoll, Foto, Checklisten und EKG) werden für zehn Jahre und die Sprachkommunikation für sieben Tage gespeichert. Die Videoübertragung aus dem Rettungswagen wird nicht gespeichert, sondern lediglich in Echtzeit übertragen.

## Vorteile des Telenotarzt-Konzepts
In der Stadt Aachen ist das Konzept des Telenotarztes seit 2014 im Regelrettungsdienst implementiert. Anhand der 6-jährigen Geschichte, können die Vorteile des TNA-Konzepts erläutert werden:
- Der TNA ist für ein großes Einsatzspektrum einsetzbar und kann daher die Rettungsfachpersonal häufig und vielfältig unterstützen[15].
- Arztbegleitete Verlegungstransporte können häufig rein telemedizinisch begleitet werden, wodurch physische ärztliche Kompetenz an anderer Stelle weiterhin zur Verfügung steht.[11]
- Das arztfreie Intervall kann durch Hinzuziehen des TNA verkürzt werden, wodurch die Patientensicherheit erhöht wird.
- Der bodengebundene Notarzt kann sich bei komplexen Einsatzlagen oder sehr seltenen Krankheitsbildern eine zweite Meinung einholen[16].
- Rettungsdienstmitarbeiter können in der Übergangsphase von Ausbildung zu eigenständigem Arbeiten bedarfsgerecht unterstützt werden.
- Das TNA-System ermöglicht eine hohe Dokumentationsqualität und eine hohe Konformität mit der entsprechenden Leitlinie in der Notfallversorgung, wodurch die Versorgungsqualität insgesamt erhöht wird[17][18].
- Paralleleinsätze sind für den Telenotarzt, unter Anwendung entsprechender Priorisierung, möglich (in Aachen ca. 15–20 % der Fälle). Abhängig vom Einsatzgeschehen kann der Telenotarzt bis zu drei Einsätze parallel bearbeiten; dies hängt vom Maß der Unterstützungsnotwendigkeit ab.
- Die Gesamteinsatzdauer des Telenotarztes im Notfalleinsatz ist um 50 % kürzer als beim bodengebundenen Notarzt. Insbesondere die Bindezeit (Gesprächsdauer mit dem Team) an den Einsatz ist beim TNA im Vergleich zum bodengebundenen Notarzt deutlich kürzer. Die kürzere Bindezeit liegt u. a. daran, dass der TNA in der Regel kontaktiert wird, nachdem eine erste Diagnose bereits stattgefunden hat; der bodengebundene Notarzt ist jedoch von Anfang an dabei und ist daher länger an den Einsatz gebunden.
- Auch im überregionalen Einsatz ist der TNA auf Knopfdruck verfügbar, da er im Vergleich zum bodengebundenen Notarzt keine größeren Distanzen zurücklegen muss.
- Der Telenotarzt erhöht die Rechtssicherheit für das Rettungsdienstpersonal während der Telekonsultation.
- Ressourcenschonung:
  - Der Telenotarzt kann leichte und mittelschwere Einsätze übernehmen, sodass insbesondere für schwere Einsätze der bodengebundene Notarzt verfügbar ist.
  - Es ist eine ambulante Behandlung möglich, sodass ein Patiententransport vermieden werden kann. Daraus folgt eine Ressourcenschonung für die Notaufnahmen und den Rettungsdienst, sowie weniger Aufwand für den Patienten und Angehörige.[3]

## Qualitätsmanagement

### Kontextsensitive Verfahrensanweisungen
Alle Verfahrensanweisungen der anwendenden Regionen können in der Bedienoberfläche einer Telenotarzt-Zentrale regionalsensitiv aufgerufen werden. Neben der Darstellung des Ablaufschemas, das speziell auf die Rahmenbedingungen der Telekonsultation angepasst ist, werden Zusatzinformationen für den TNA bereitgestellt. Zu jeder Verfahrensanweisung gibt es eine checklisten-basierte Dokumentationsoberfläche, die einerseits den Dokumentationsaufwand verringert, vor allem aber optisch darstellt, ob alle Punkte für eine leitliniengerechte Notfallversorgung erfüllt sind. Somit ist eine leitliniengerechte Therapie auch in komplexen Einsatzsituationen möglich. Die Inhalte der Verfahrensanweisung sind streng evidenzbasiert und stellen den aktuellen Wissensstand von Leitlinien und Forschung dar.

### Qualitätszirkel Rettungsdienst / Krankenhaus
Auch die Leistungen des Telenotarztdienstes sollen – regional organisiert – in den Qualitätsmanagement-Zirkeln mit  Krankenhäusern und den Rettungsdienstorganisationen besprochen und evaluiert werden. Verbesserungsbedarf kann so regelmäßig identifiziert und zeitnah umgesetzt werden.